# Самье

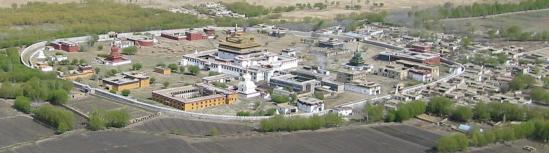
Вид монастыря Самье сверху

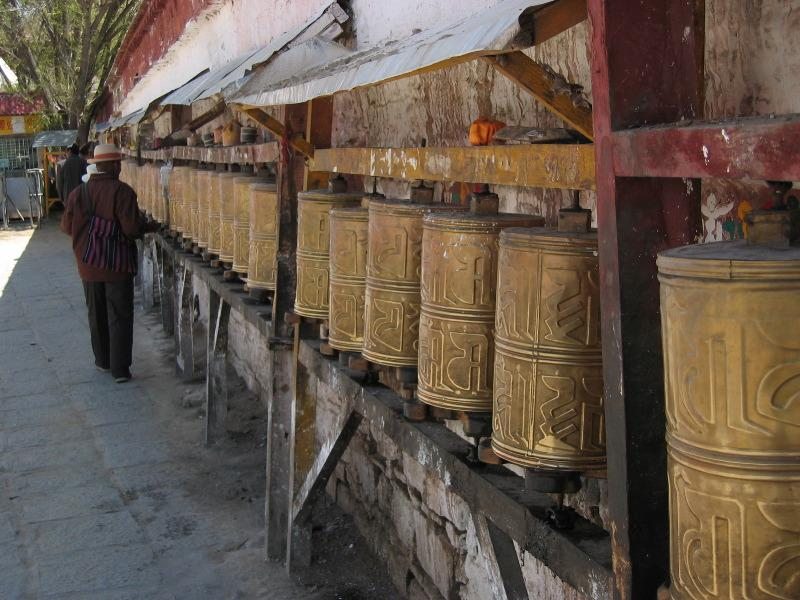
Молитвенные барабаны в монастыре Самье

Самье́ (кит. 桑耶寺; пиньинь Sāngyē Sì; тиб. བསམ་ཡས་, Вайли bsam yas; Тибетско-русская практическая транскрипция Самье)  или Самье́-го́мпа — буддийский монастырь в Тибетском автономном районе КНР, округ Шаньнань, уезд Джананг. Первый буддийский монастырь в Тибете. Построен во второй половине 770-х годов по указу тибетского царя Тисонга Децэна, который внёс большой вклад в восстановление и развитие буддизма после упадка со времени правления Сонгцэна Гампо (VII век).

## Расположение
Монастырь располагается в округе Шаньнань Тибетского автономного района КНР на северном берегу реки Ярлунг (Брахмапутра), в 137 км от столицы района Лхасы.

## Архитектура
Самье построен по образцу индийского монастыря Одантапури в форме мандалы. Архитектура всего храмового комплекса сочетает индийские, тибетские и китайские элементы. По сторонам от основного храма расположены восемь малых храмов, четыре стороны посвящены бодхисаттвам Авалокитешваре, Ваджрапани, Манджушри и Майтрее. С четырёх сторон стоят также большие ступы. Вдоль круглой стенки, окружающей храмовый комплекс, располагаются 108 малых ступ.
Внутри в храмах хранятся многочисленные реликвии, в том числе статуи будд и бодхисаттв.

## История монастыря
Монастырь Самье – «Неизмеримый». Это первый буддийский монастырь в Тибете с возрастом в 1200 лет.

### Период первых переводов
В IX веке в монастыре Самье организовывалась работа по переводу многочисленных сочинений по буддизму с санскрита на тибетский язык.

### Диспут Камалашилы и Хэшана Махаяны
В 792—794 гг. в Самье состоялся диспут между буддийскими учёными из Индии во главе с Камалашилой (сторонниками сарвастивады) и их коллегами из Китая во главе с Хэшаном Махаяной (чань-буддистами). Согласно тибетским источникам, первые одержали верх. Вскоре после этого Тисонг Децэн издал указ, запретивший проповедь любых школ буддизма, кроме победившей на диспуте.

### Медицинский конгресс
Царь Тисонг Децэн организовал в начале IX века первый медицинский конгресс, на который приглашались врачи и учёные всех окрестных государств. Конгресс дал возможность оформиться традиции тибетской классической медицины. На конгрессе были представлены многочисленные медицинские системы и способы лечения.

### Преследования во время правления царя Ландармы
Царь Ландарма во время своего правления жёстко преследовал буддизм, поэтому монахи вынуждены были бежать в другие страны и на окраины Тибета, монастырь Самье и буддизм утратили свои позиции. В XI веке началась новая волна проникновения буддизма в Тибет, связанная с «новыми переводами».

### Культурная революция
Во время культурной революции в Китае (1966—1976) монастырь Самье, как и другие монастыри, был осквернён и разграблен. Множество драгоценных реликвий было уничтожено. Монастырь прекратил своё существование.

### Восстановление монастыря
Учитель школы ньингма Дилго Кьенце Ринпоче (1910—1991) смог восстановить небольшую часть монастыря и освятить её к концу 1980-х годов.

## Галерея

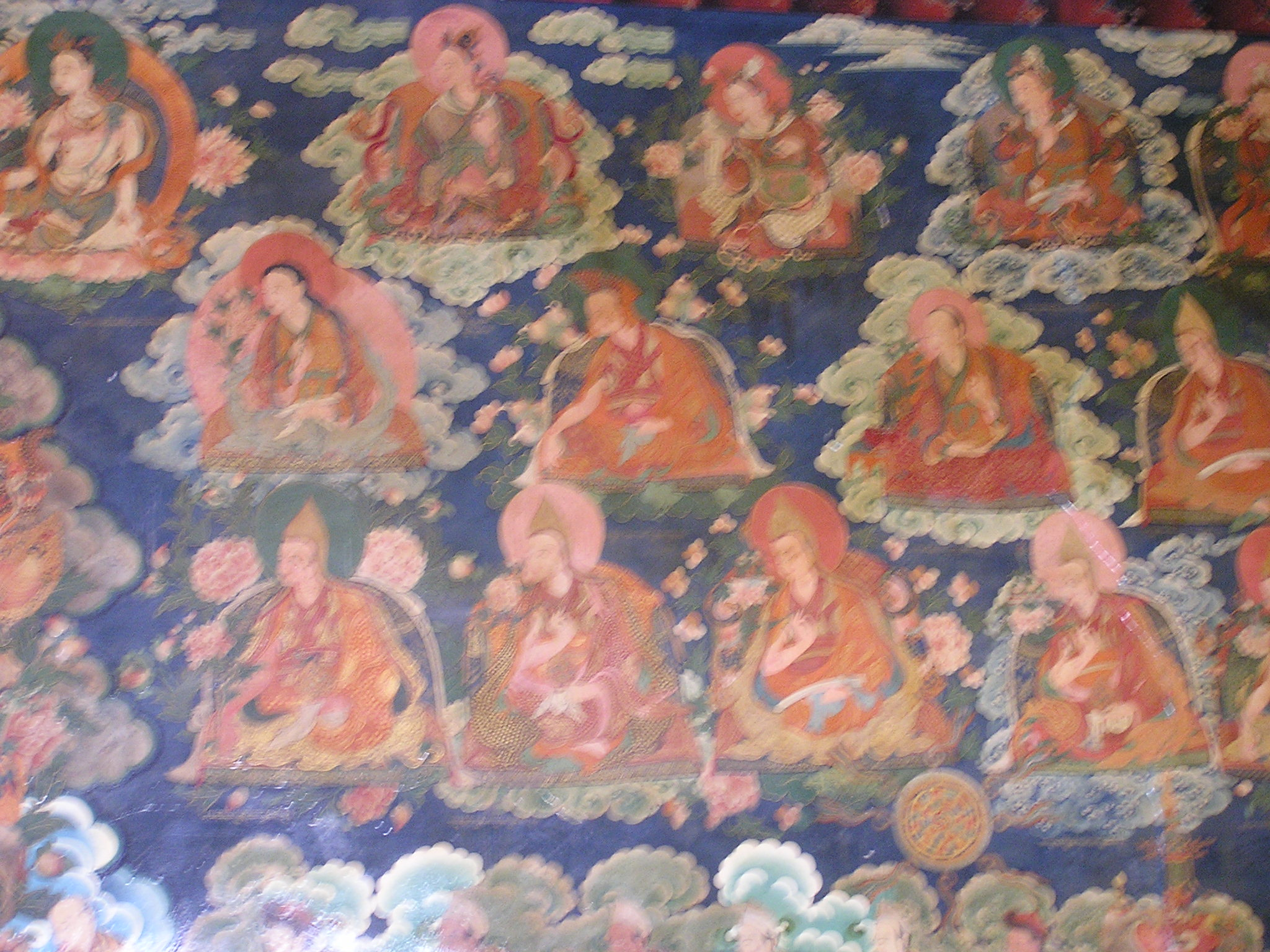
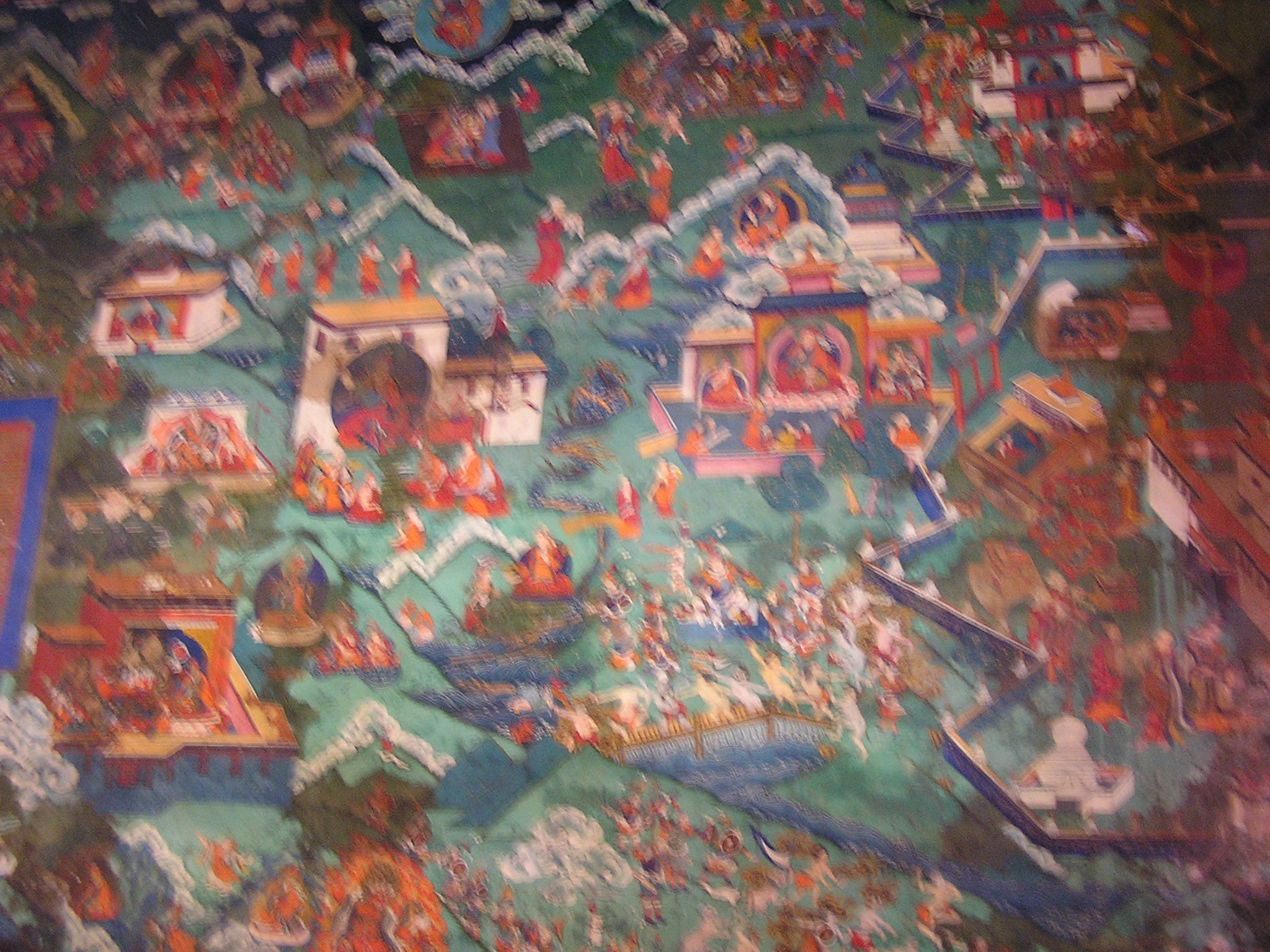
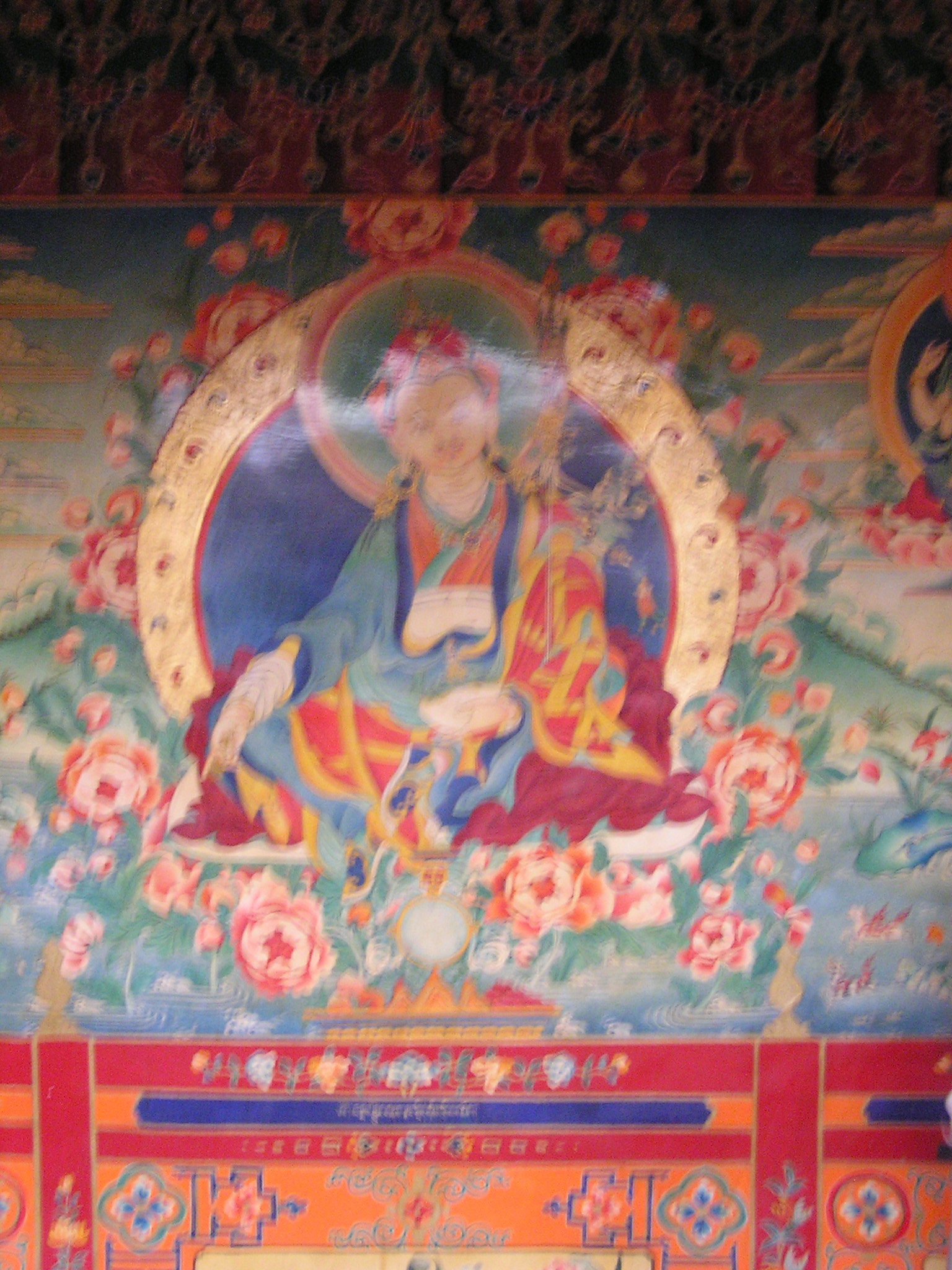
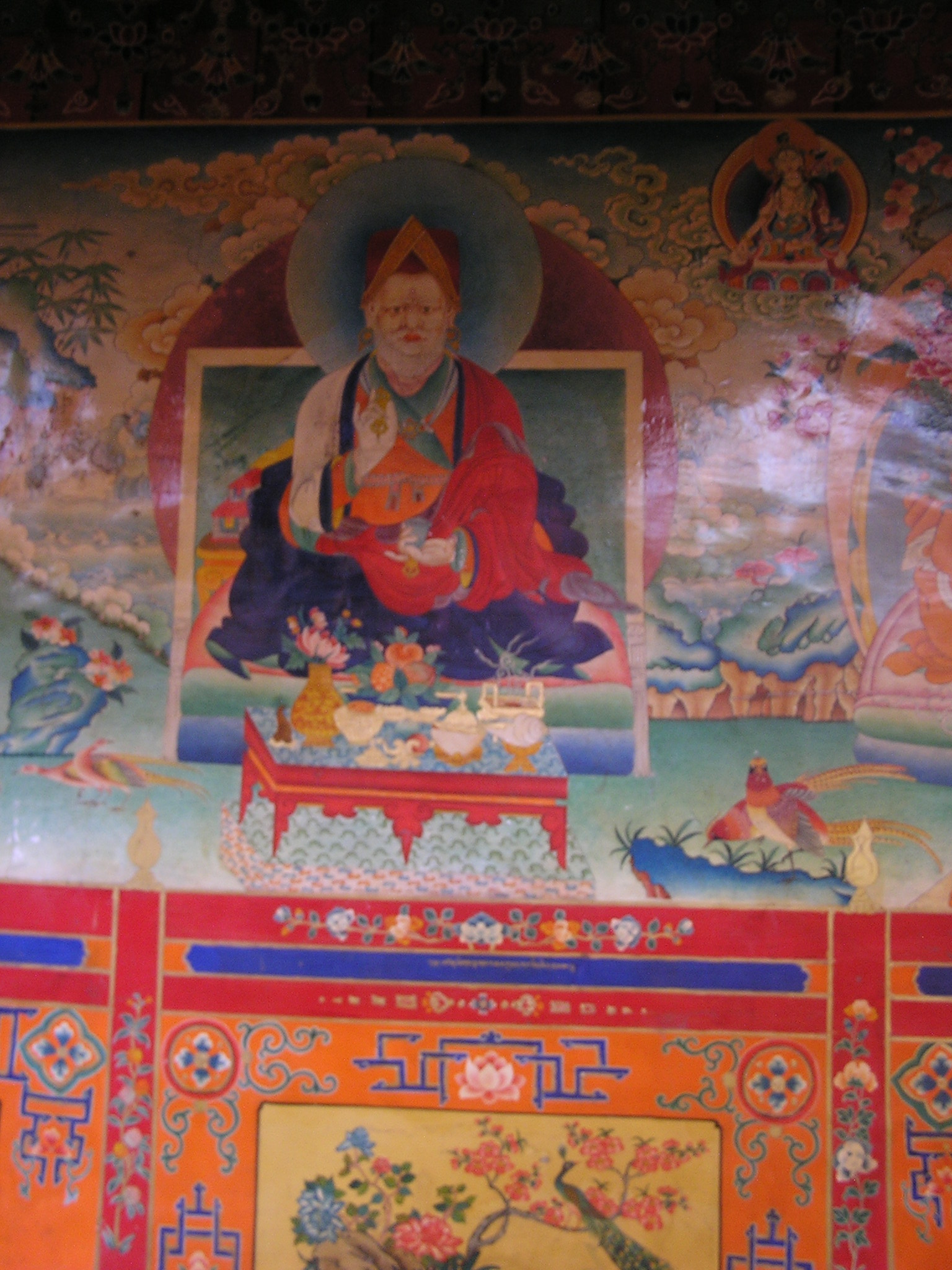
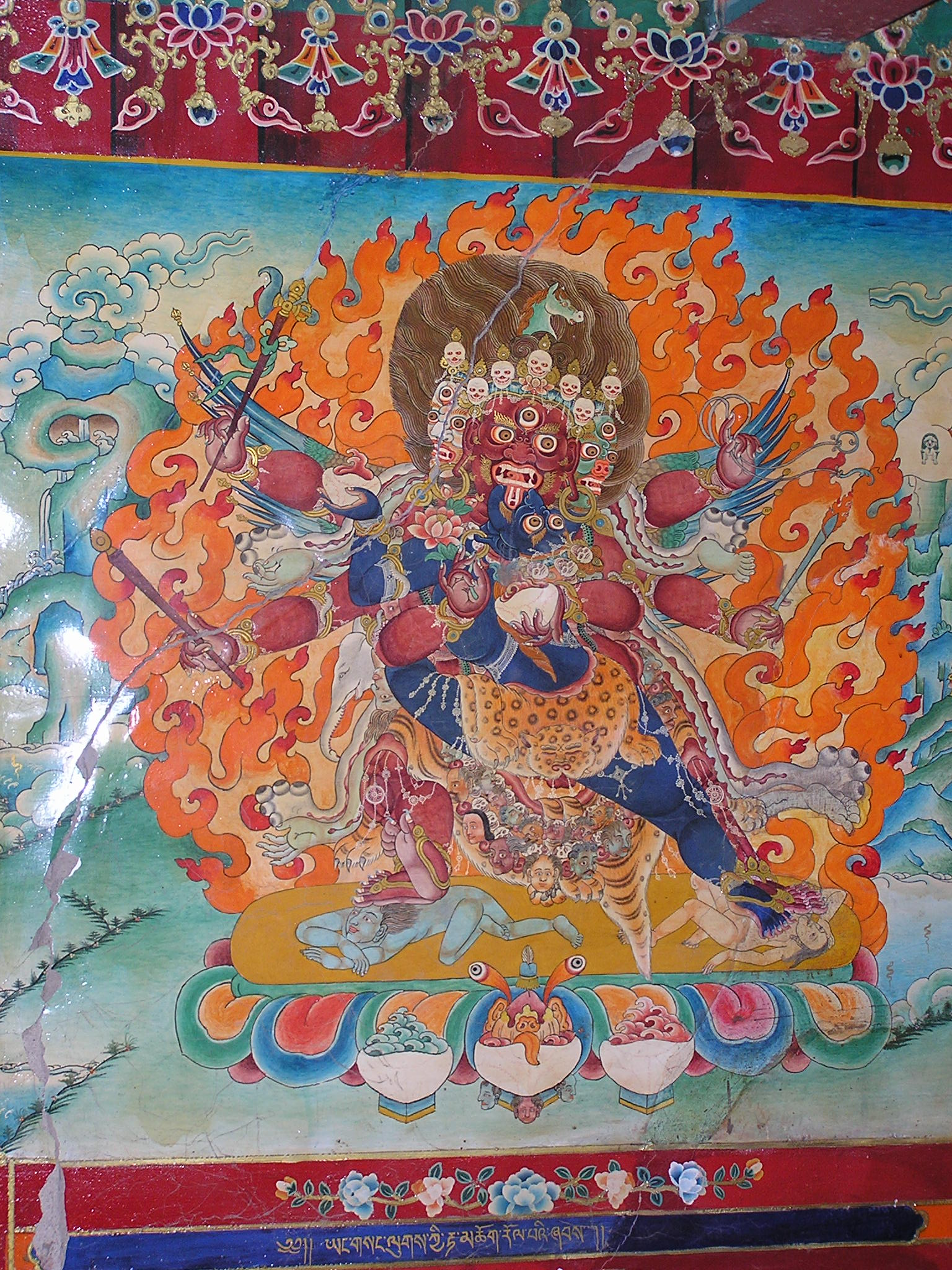
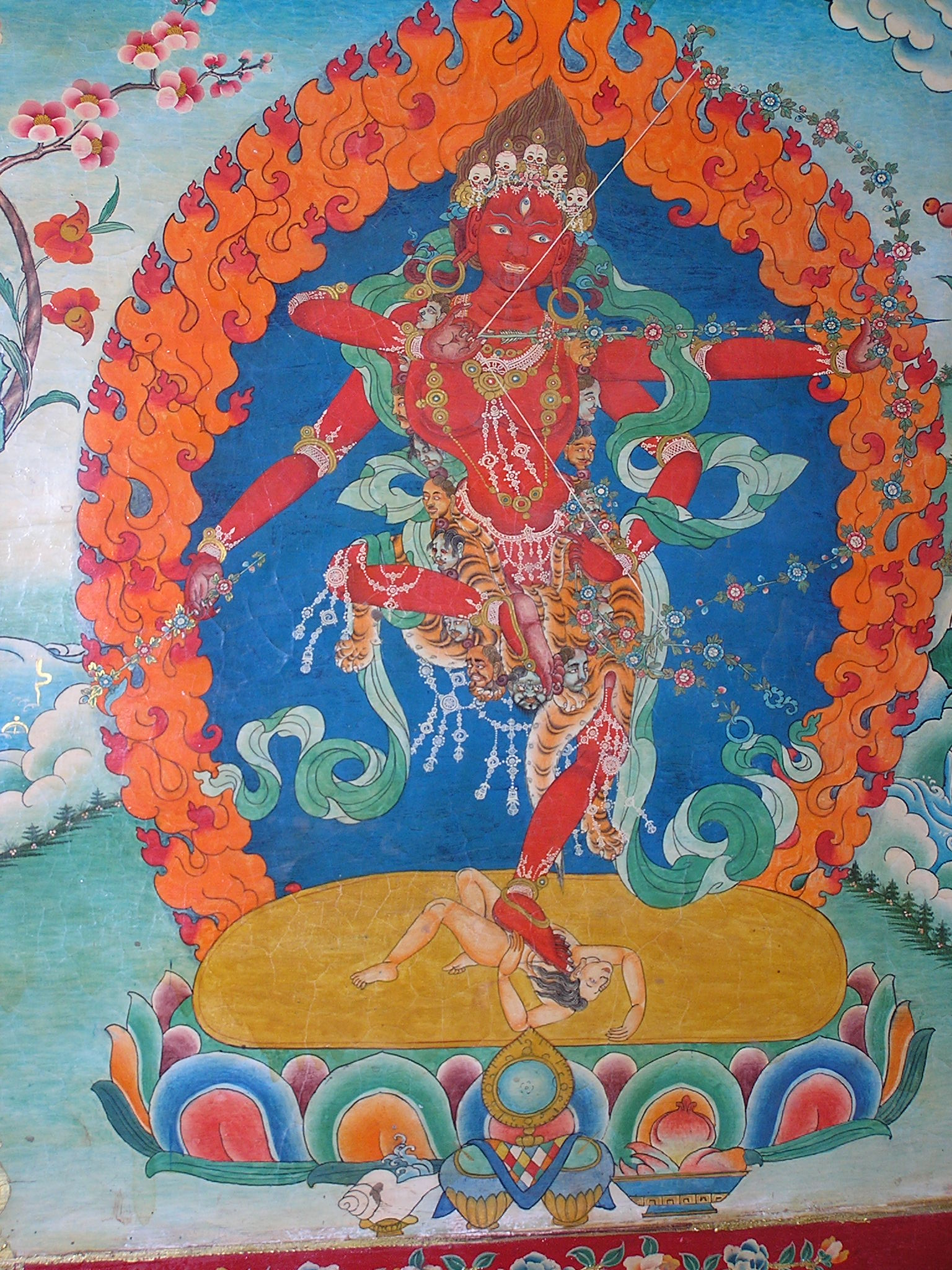
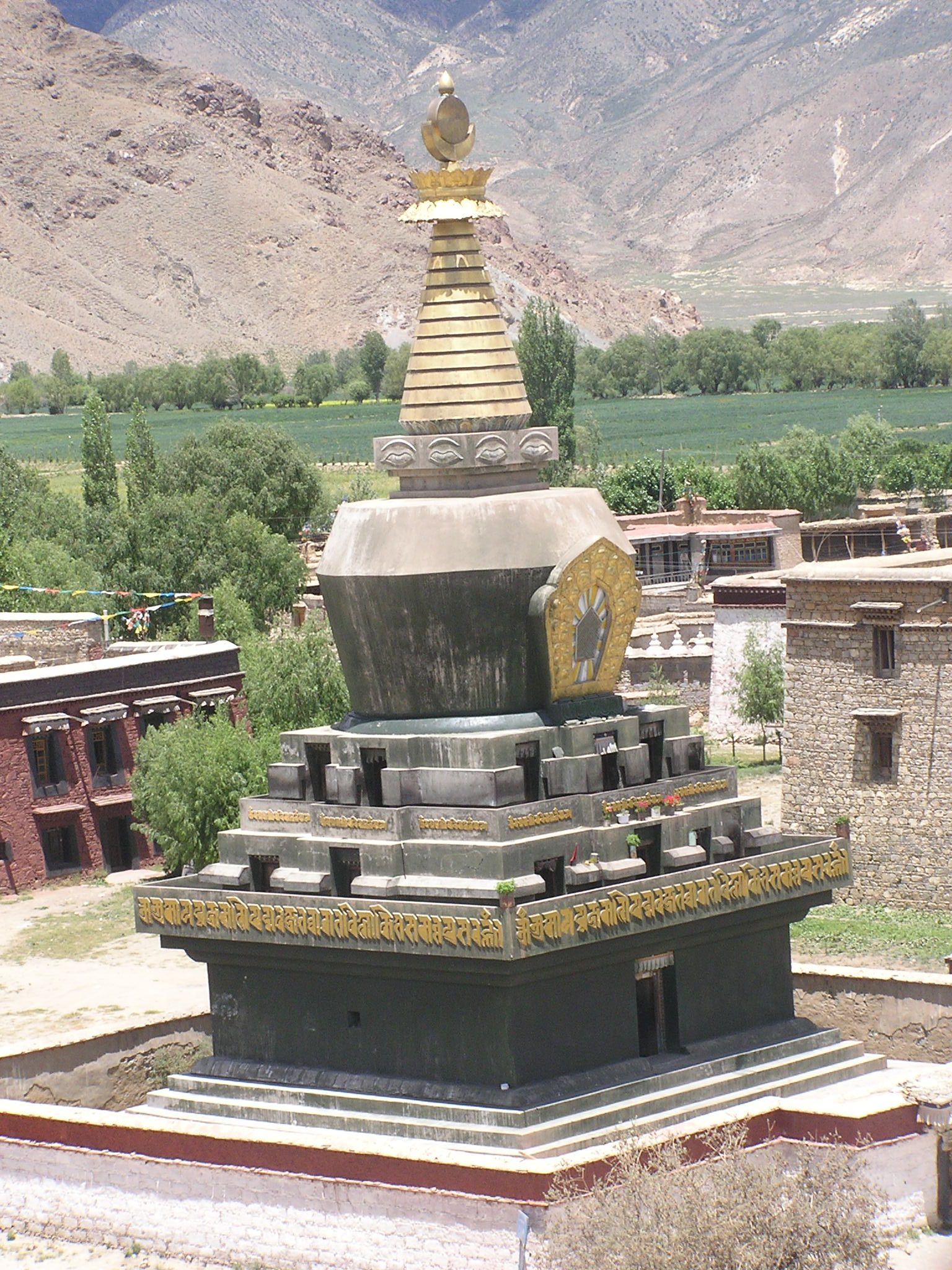
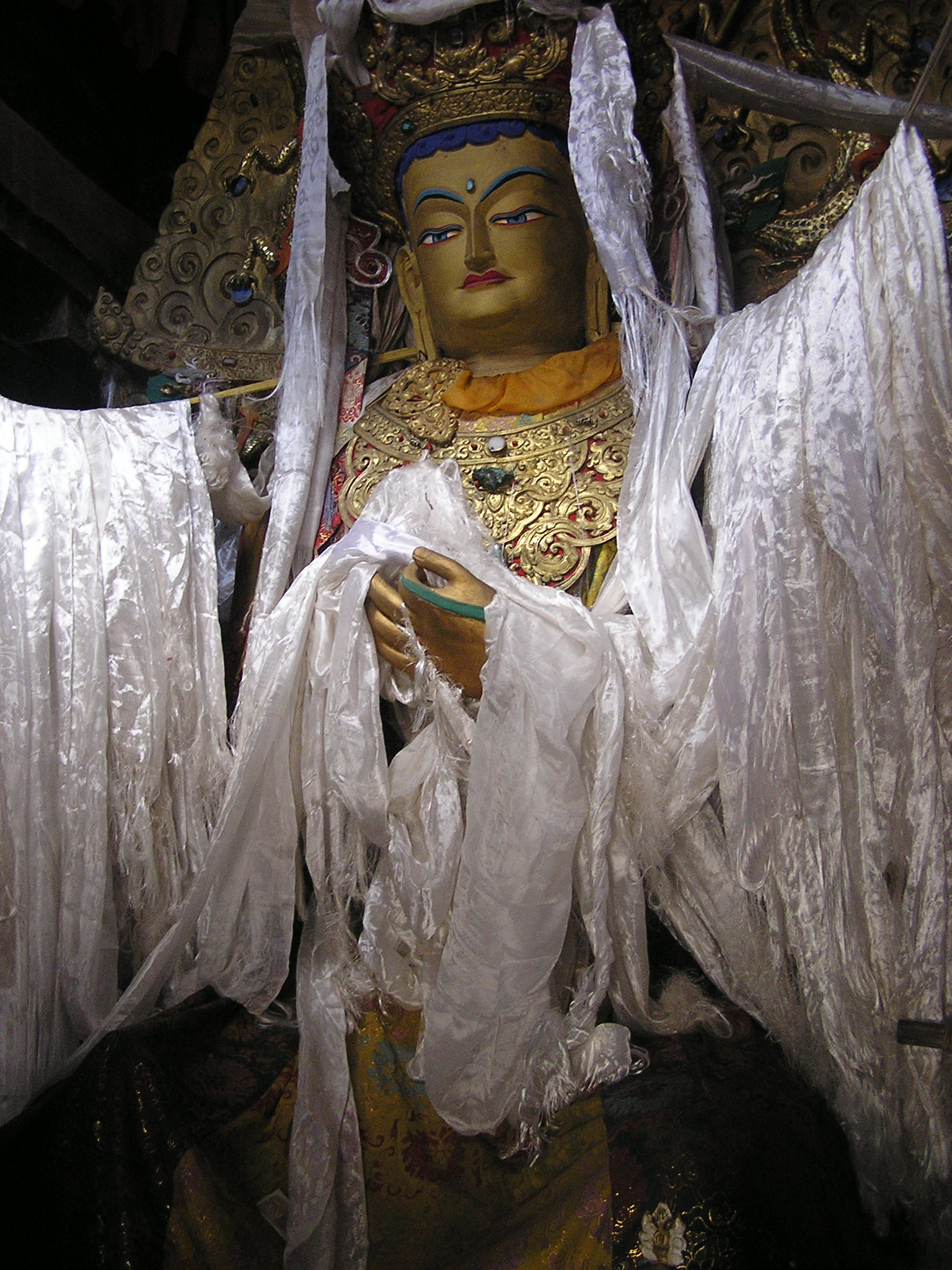
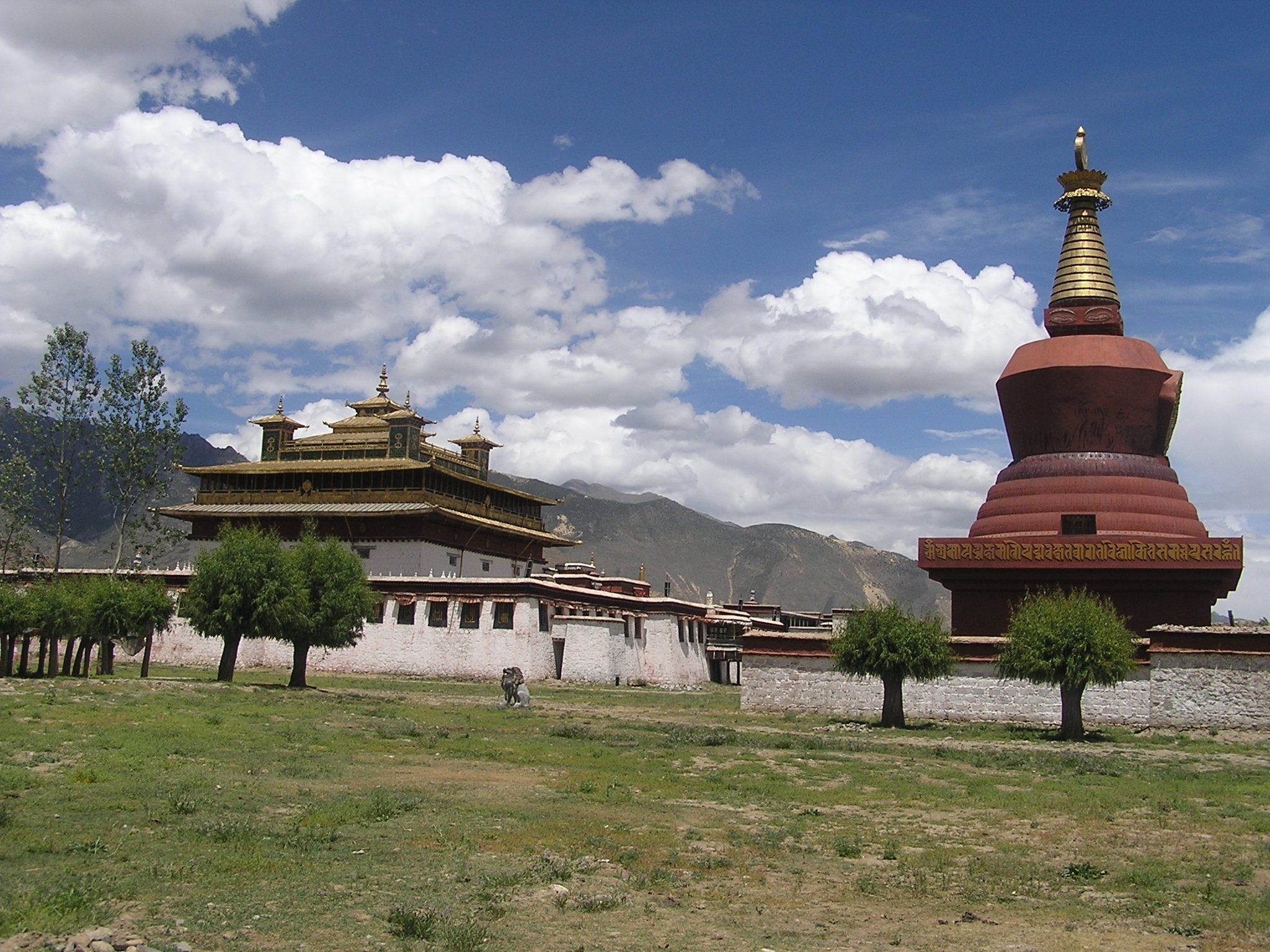
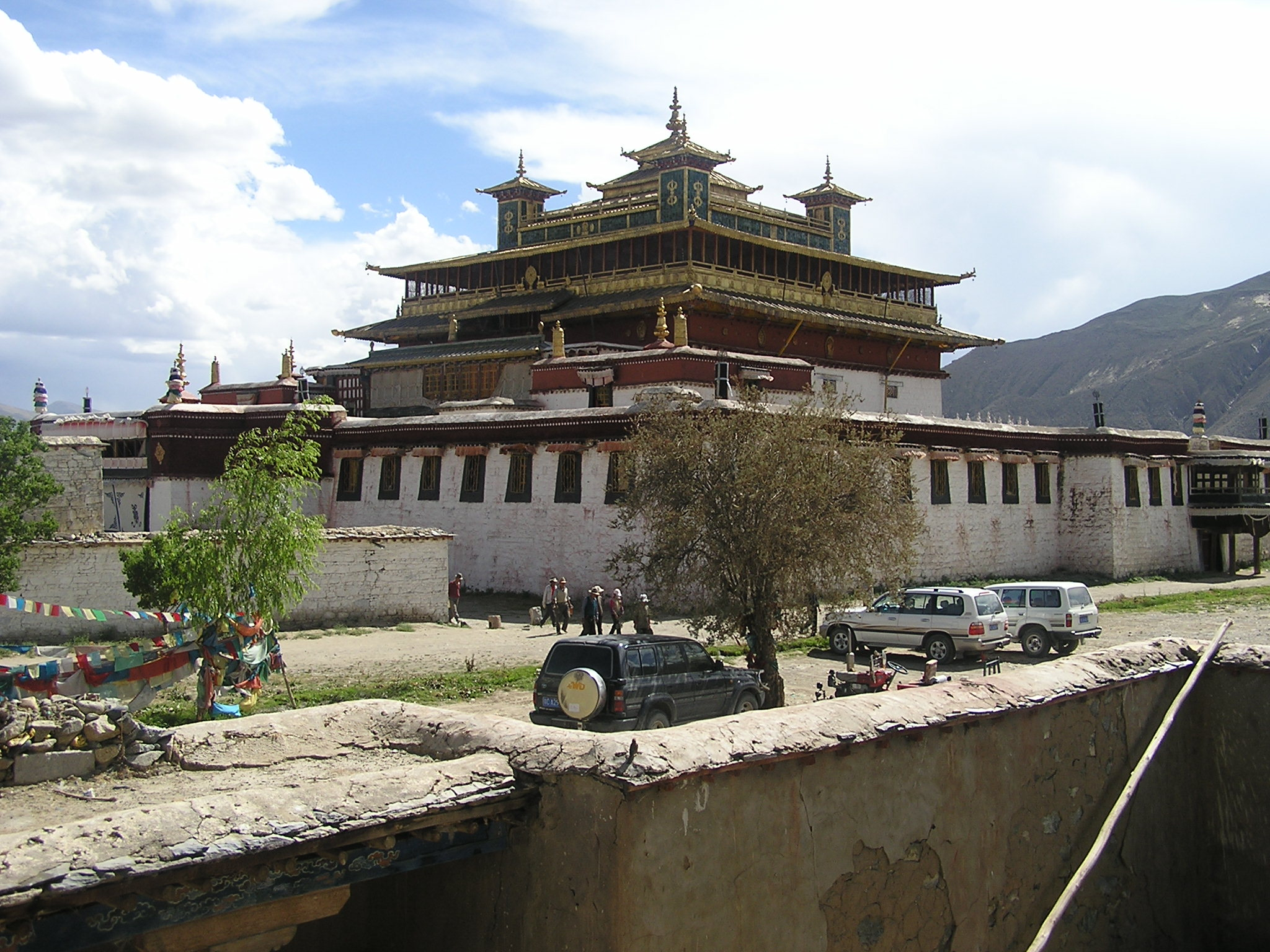
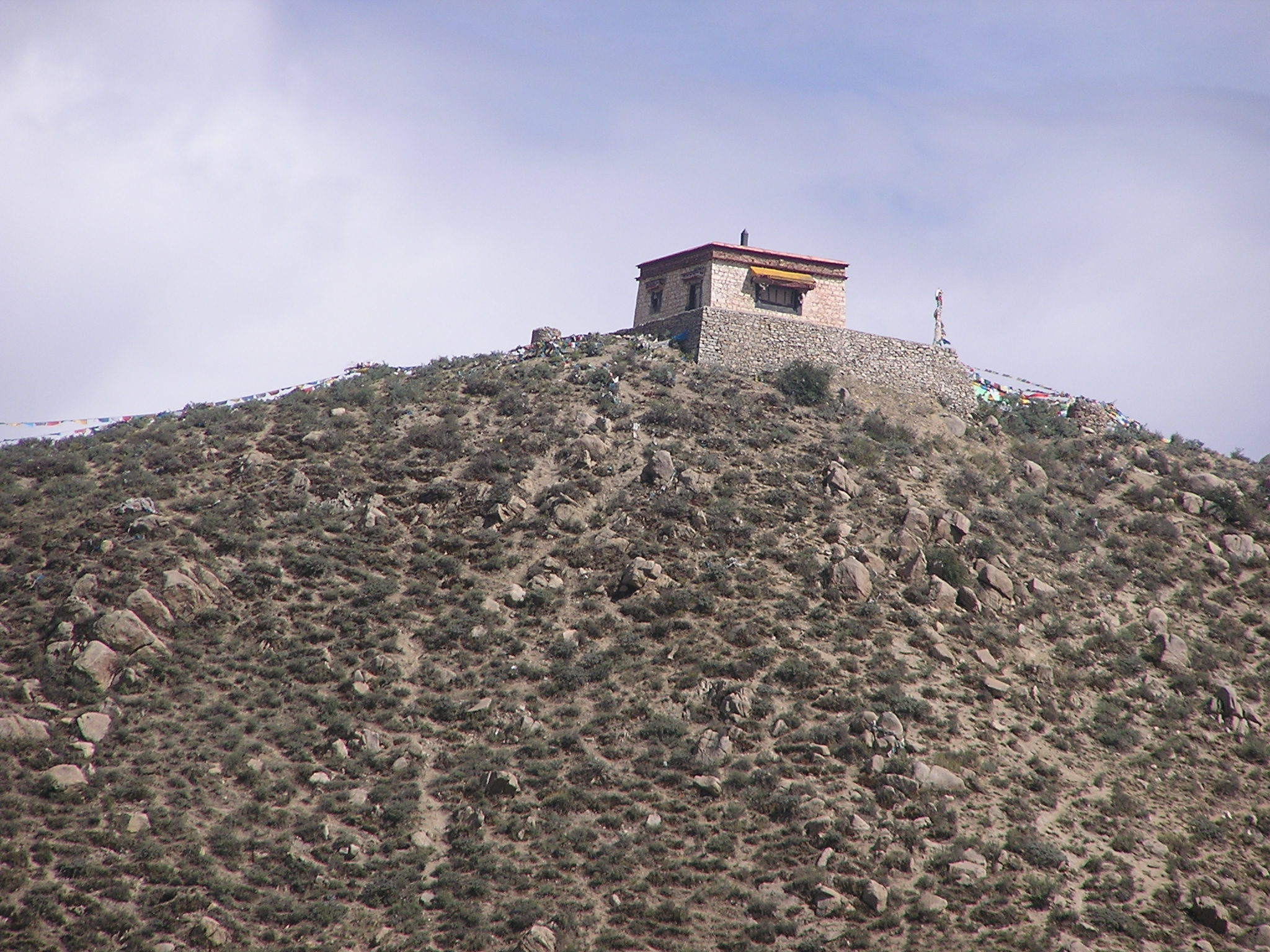
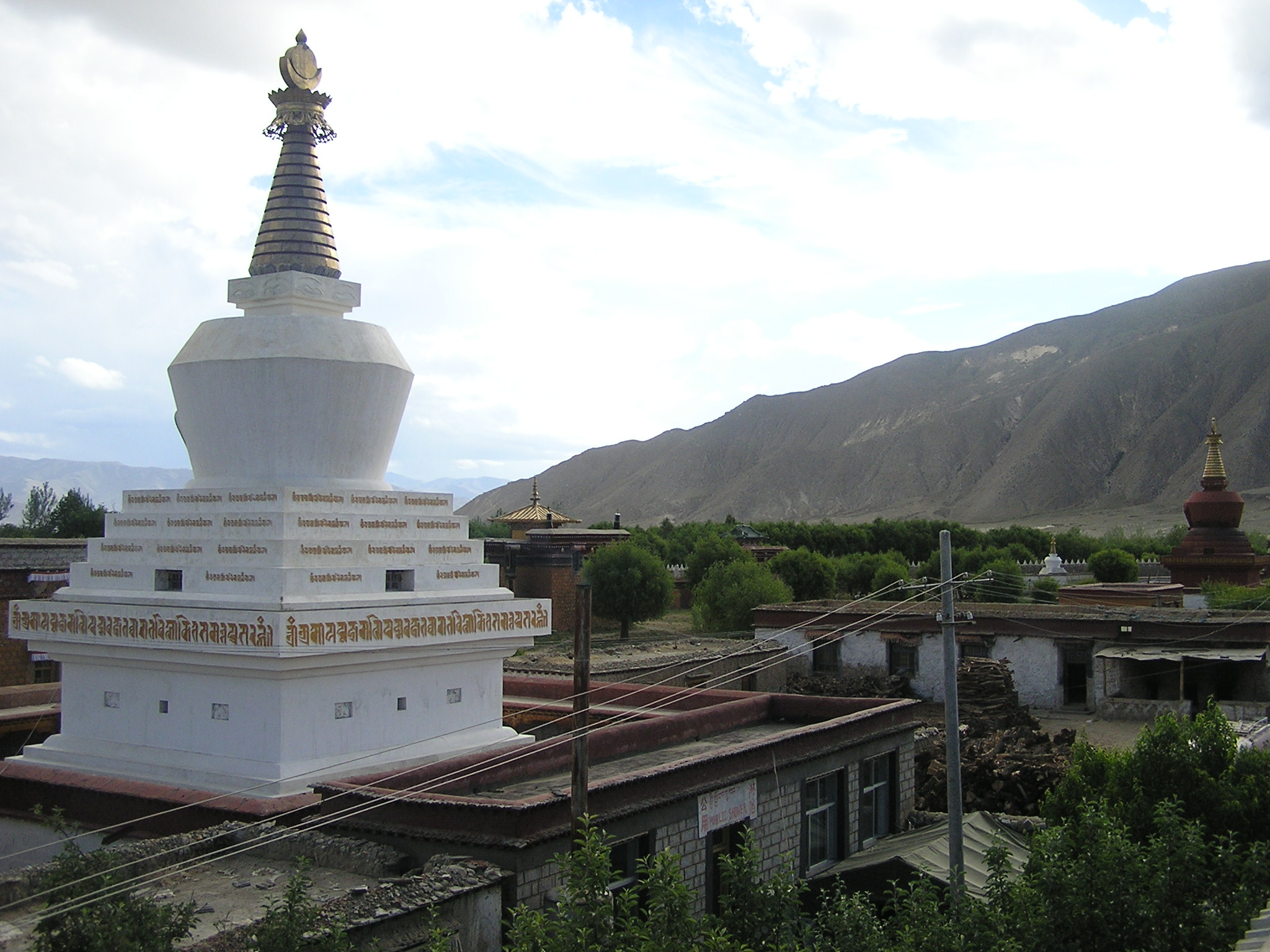
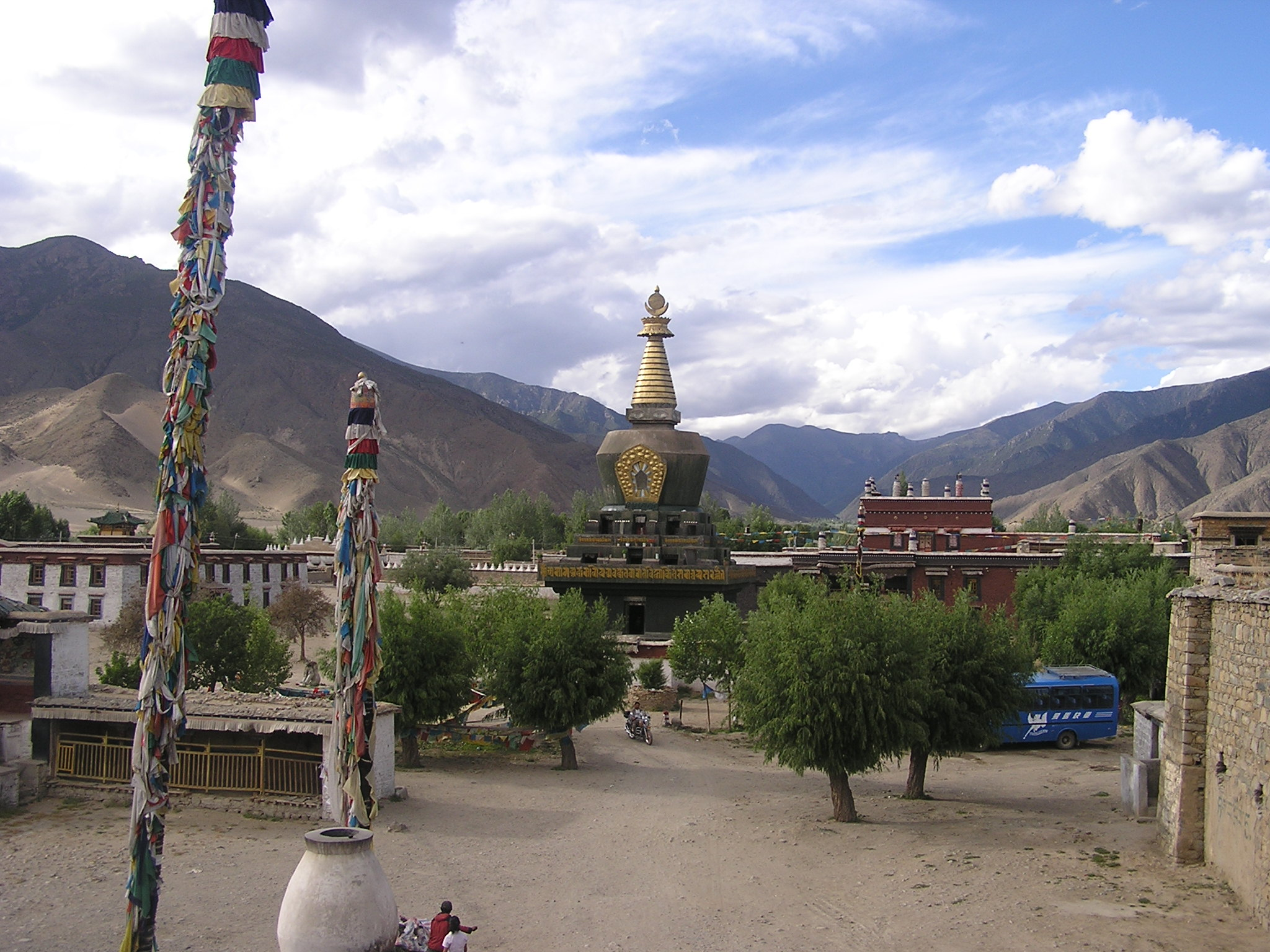
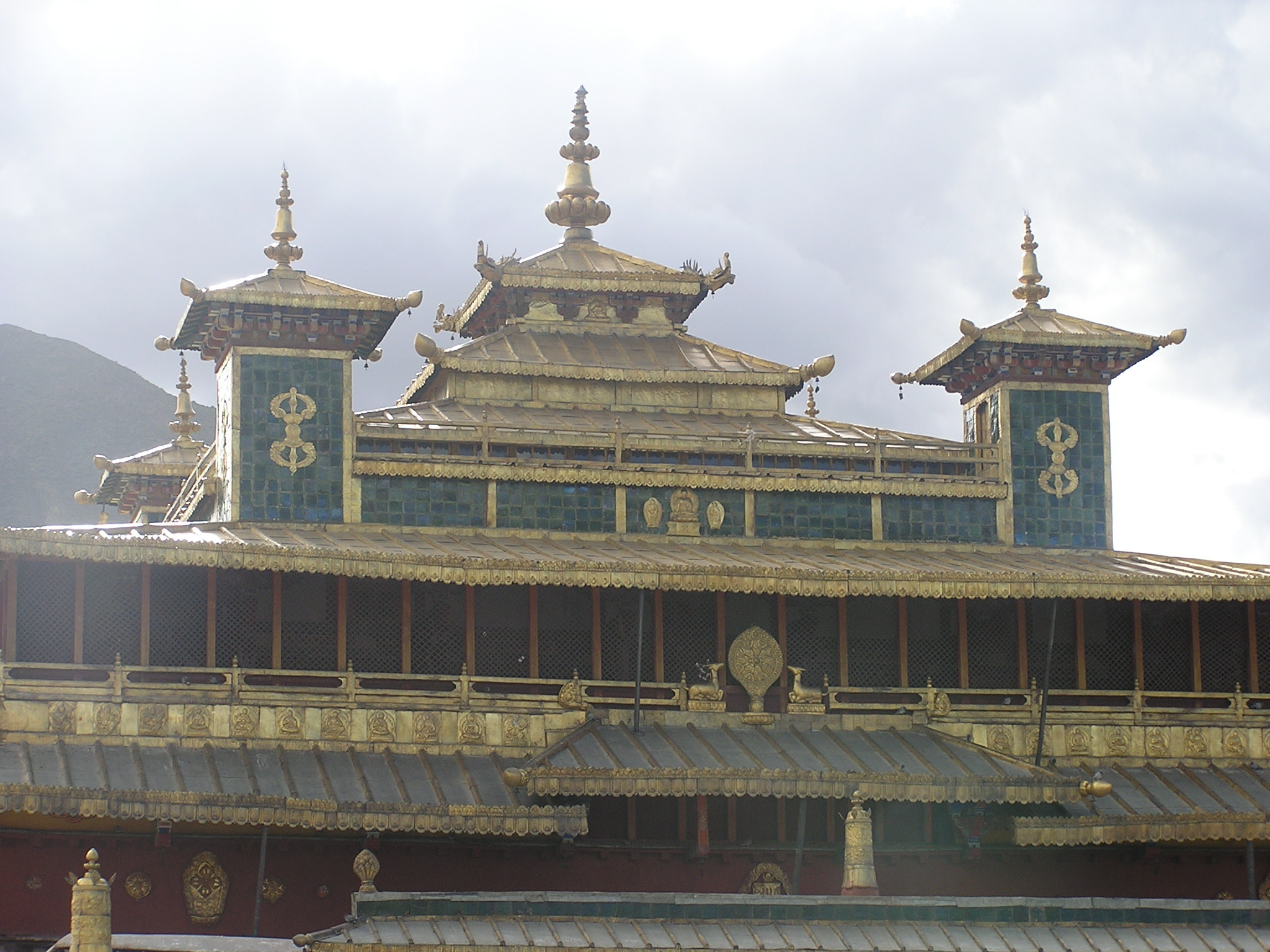
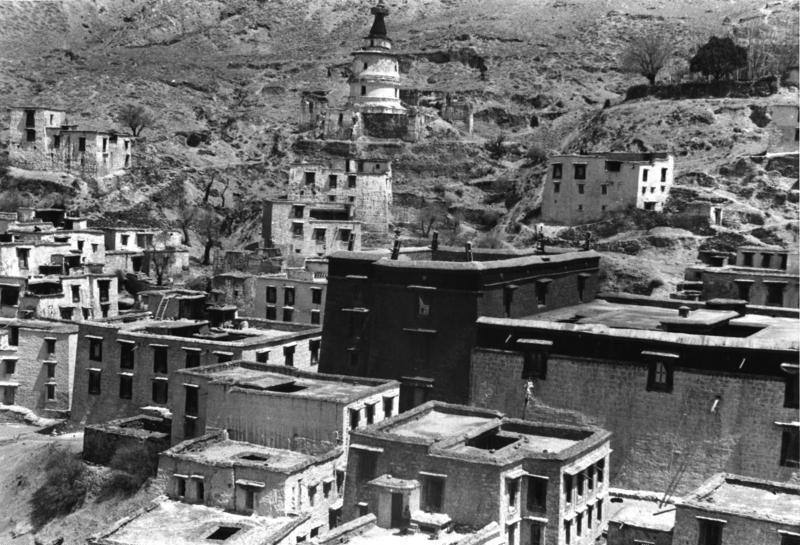
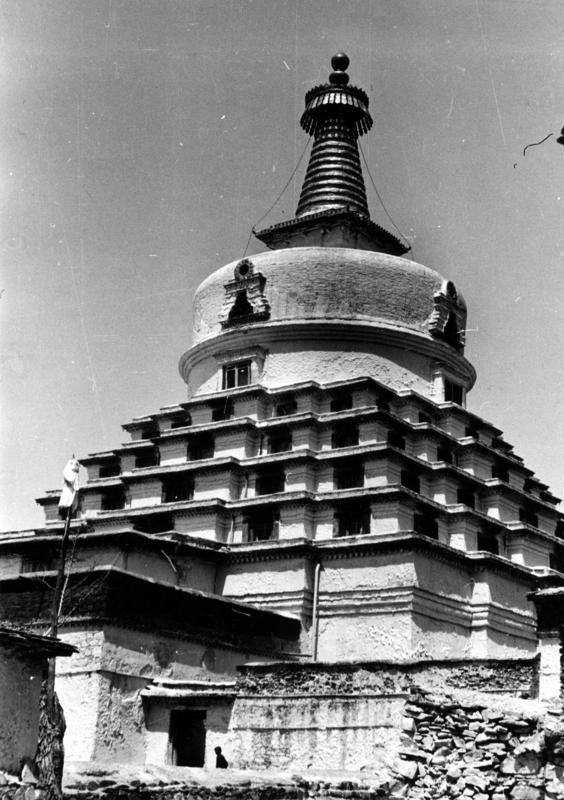